# اشتویبلی
اشتویبلی (انگلیسی: Stäubli) یک شرکت مکاترونیک سوئیسی است، که در درجه اول برای ماشین‌آلات نساجی، اتصالات و محصولات رباتیک شناخته می‌شود.

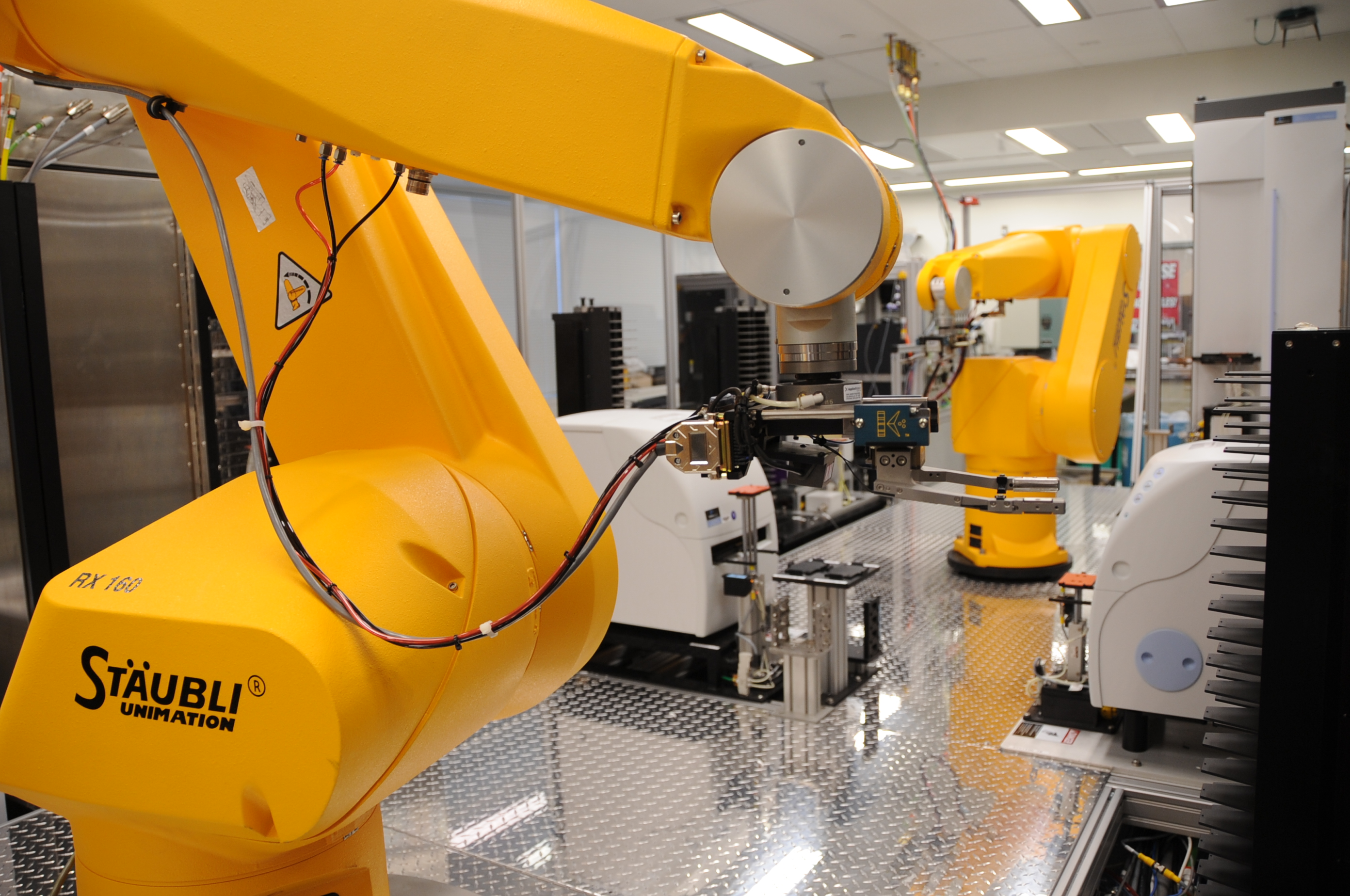
ربات‌های اشتویبلی که در ژنومیک شیمیایی مورد استفاده قرار می‌گیرند